# Contrato de trabajo de duración determinada

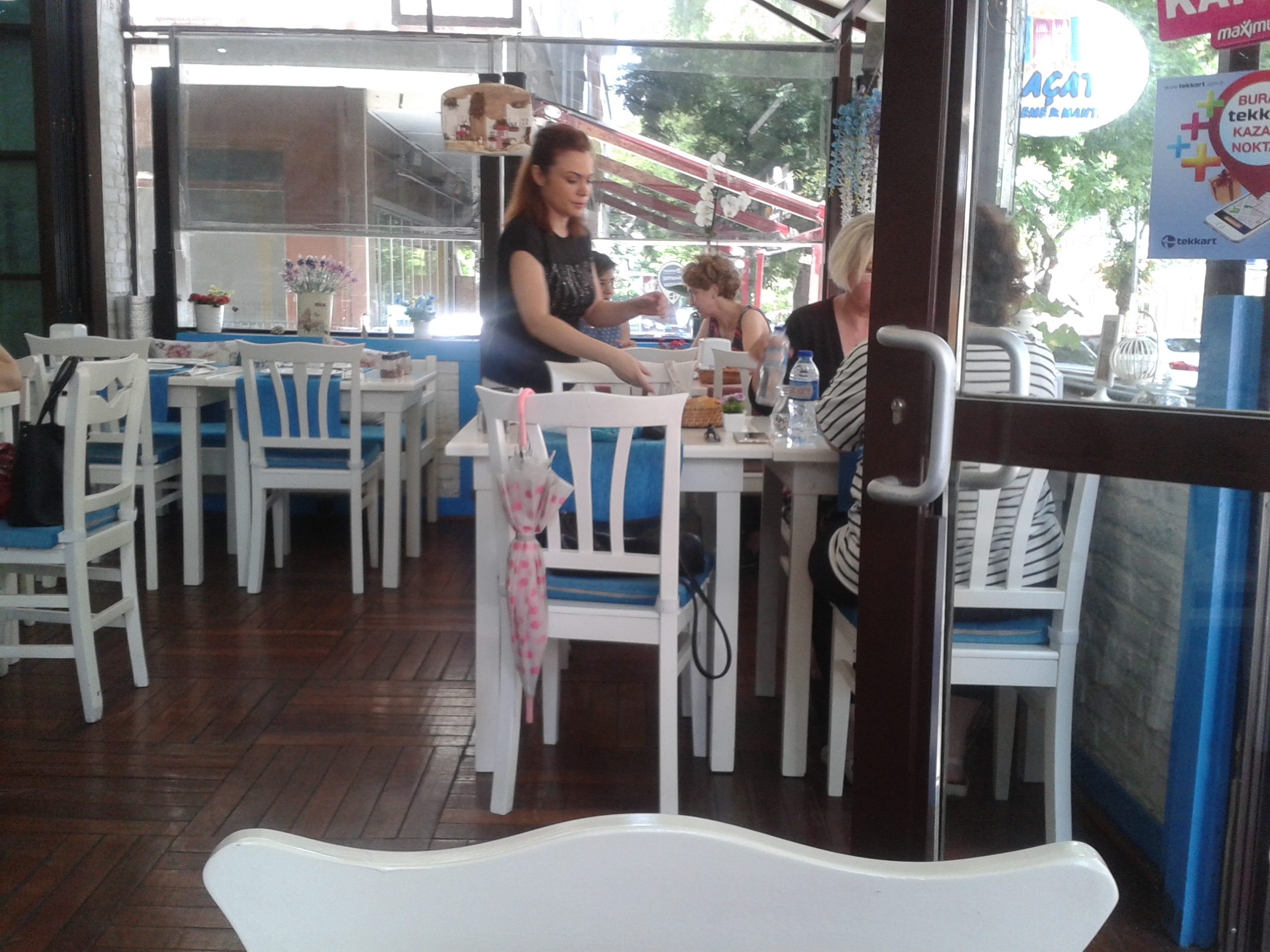
Camarera sirviendo a unos clientes en Turquía. La hostelería llega a acumular el 70 % de contratación temporal.

Este artículo trata solamente sobre el contrato. Para ver la situación socioeconómica a la que da lugar la proliferación de este tipo de contratos, ver Trabajo temporal.
Un contrato de trabajo de duración determinada, contrato temporal o contrato eventual es una relación contractual entre un empleado y un empresario que dura un periodo, especificado en el propio documento donde se plasma este contrato. Estos contratos normalmente están regulados por el Derecho laboral de cada país, para asegurar que, pese al carácter temporal, los empresarios siguen respetando los derechos laborales del trabajador, particularmente el derecho a no ser despedido injustamente. En la práctica, si un empresario desea despedir a un trabajador temporal, no necesita que se dé ninguna de las causas de despido previstas en la ley; le basta con no renovarle el contrato.
En inglés un contrato de este tipo se denomina fixed-term contract (literalmente "contrato de plazo fijo", por oposición al contrato indefinido), y al trabajador, fixed term worker. No hay que traducir la palabra fixed por fijo, ya que puede ocasionar confusión con precisamente lo contrario del contrato temporal, que es el contrato fijo o contrato indefinido (permanent employment).
Debido a la potencial inseguridad laboral que puede ocasionar el encadenamiento de contratos temporales, las leyes laborales de muchos países limitan las circunstancias y la manera de utilización. El encadenamiento supone, por ejemplo, que la empresa E firma un contrato temporal a la trabajadora T del 1 al 31 de enero. Ese día 31 la despide sin indemnización (porque los contratos temporales carecen de ella) y el 1 de febrero le hace firmar un nuevo contrato temporal hasta el 28, y así sucesivamente, mes a mes, aunque hay encadenamientos de contratos temporales donde el período son semanas, e incluso días.
También se da la práctica fraudulenta de no renovar el contrato a un trabajador temporal antes del período de vacaciones de la empresa, y volver a contratarlo después.
En países donde la ley laboral es más restrictiva (mayor indemnización por despido), la diferenciación entre contrato temporal y contrato fijo tiende a estar claramente establecida en la ley. Donde la legislación laboral protege menos al empleado esta diferenciación puede ser menos acusada.
Dependiendo de las circunstancias, generalmente se considera que un encadenamiento de contratos temporales entre el mismo trabajador y la misma empresa da lugar a un contrato fijo, con la consiguiente indemnización, en caso de despido, dependiente de los días por año trabajado. 
Un contrato temporal, que va de una fecha específica a otra fecha específica, no debe confundirse con un contrato fijo discontinuo, que vincula al trabajador, en principio indefinidamente, durante un determinado período del año (por ejemplo de julio a septiembre) no solo el año el que se firma el contrato, sino todos los años sucesivos.
Asimismo, un contrato temporal puede ser a tiempo completo (toda la jornada laboral) o a tiempo parcial (una parte de esta jornada, por ejemplo las mañanas).

## Por país
En la Unión Europea la incidencia de los contratos temporales va del 6 % en el Reino Unido al 23 % en España, con Alemania, Italia y Francia entre el 13 y el 16 % .

### Alemania
Los contratos temporales no pueden ser ampliados más de 3 veces con un período máximo total de 2 años.

### Bélgica
Hay 2 posibilidades legales para encadenar contratos temporales:
1. Contratos temporales encadenados con un plazo máximo de 2 años: un máximo de 4 contratos temporales sucesivos, donde la duración mínima de cada contrato es de 3 meses y la duración total de todos los contratos sucesivos no supera los 2 años.
2. Contratos temporales encadenados con un plazo máximo de 3 años: con la autorización previa del Servicio Público Federal de Empleo y Diálogo Social de Bélgica, se pueden encadenar contratos temporales de una duración mínima de 6 meses si la duración total de todos los contratos sucesivos no supera los 3 años.[7]

### España
Los contratos temporales en España pueden ser por obra o servicio, por circunstancias de producción, o de interinidad.

### Francia
El plazo máximo del contrato temporal es de 24 meses y solo se puede ampliar una vez.

### Luxemburgo
En Luxemburgo, la duración máxima estándar de un contrat de travail à durée déterminée (CDD) es de 24 meses, con hasta dos renovaciones permitidas. Investigadores y estudiantes pueden ser contratados un máximo de 60 meses bajo un CDD, sin restricciones respecto al número de renovaciones. Se requiere un período de espera de un mínimo de un tercio de la duración del contrato para que un CDD posterior a otro sea considerado un contrato nuevo (y no una renovación) y para retomar la duración máxima permitida.

### India
La India permite los contratos temporales desde 2018. Los contratados temporalmente disfrutan del mismo sueldo y condiciones que los fijos.

### Reino Unido
Cualquier empleado que haya estado vinculado laboralmente a una empresa por contratos temporales encadenados durante 4 años o más se convertirá automáticamente en un empleado fijo, a no ser que el empresario pueda demostrar que hay una buena razón empresarial para no hacerlo.
La normativa de 2002 (SI 2002/2034) sobre contratados temporales (prevención de sean tratados desfavorablemente respecto a los fijos), promulgada el 30 de julio de 2002 y que entró en vigor el 1 de octubre de 2002, traspuso la directiva de contratos temporales de la UE (Directiva 99/70/EC). La posterior enmienda de 2008 (SI 2008/2776) excluyó a los trabajadores temporales de agencias.